# Napometa
Napometa Benoit, 1977 è un genere di ragni appartenente alla famiglia Linyphiidae.

## Distribuzione
Le due specie oggi note di questo genere sono endemismi dell'isola di Sant'Elena.

## Tassonomia
Questo genere è stato trasferito qui dalla famiglia Tetragnathidae Menge, 1866, da uno studio di Hormiga del 1998.
Dal 1998 non sono stati esaminati esemplari di questo genere.
A giugno 2012, si compone di due specie:
- Napometa sanctaehelenae Benoit, 1977[3] — Isola Sant'Elena
- Napometa trifididens (O. P.-Cambridge, 1873) — Isola Sant'Elena